# Cleopatra cridlandi
Cleopatra cridlandi là một loài ốc nước ngọt với một nắp, là động vật chân bụng sống dưới nước động vật thân mềm thuộc họ Paludomidae.
Loài này có ở Kenya, Tanzania, và Uganda. Nơi sống tự nhiên của chúng là hồ nước ngọt.